# Jorge Becerra
Jorge Becerra (4 dicembre 1950) è un ex cestista argentino.

## Carriera
Con l'Argentina ha disputato i Campionati mondiali del 1974.